# Saison 3 de Suspicion
Chronologie
saison 2
Cet article présente les vingt-neuf épisodes de la troisième  et dernière saison de la série télévisée Suspicion.

## Distribution

### Acteur principal
- Alfred Hitchcock : L'Hôte

## Épisodes

### Épisode 1:Titre français inconnu (Return of Vern Likens)
- États-Unis : 5 octobre 1964 sur NBC

### Épisode 2:Titre français inconnu (Change of Address)
- États-Unis : 12 octobre 1964 sur NBC

### Épisode 3:Titre français inconnu (Water's Edge)
- États-Unis : 19 octobre 1964 sur NBC

### Épisode 4:Titre français inconnu (The Life Work of Juan Diaz)
- États-Unis : 26 octobre 1964 sur NBC

### Épisode 5:Titre français inconnu (See the Monkey Dance)
- États-Unis : 9 novembre 1964 sur NBC

### Épisode 6:Titre français inconnu (Lonely Place)
- États-Unis : 16 novembre 1964 sur NBC

### Épisode 7:Titre français inconnu (The McGregor Affair)
- États-Unis : 23 novembre 1964 sur NBC

### Épisode 8:Titre français inconnu (Misadventure)
- États-Unis : 7 décembre 1964 sur NBC

### Épisode 9:Titre français inconnu (Triumph)
- États-Unis : 14 décembre 1964 sur NBC

### Épisode 10:Titre français inconnu (Memo from Purgatory)
- États-Unis : 21 décembre 1964 sur NBC

### Épisode 11:Titre français inconnu (Consider Her Ways)
- États-Unis : 28 décembre 1964 sur NBC

### Épisode 12:Titre français inconnu (Crimson Witness)
- États-Unis : 4 janvier 1965 sur NBC

### Épisode 13:Titre français inconnu (Where the Woodbine Twineth)
- États-Unis : 11 janvier 1965 sur NBC

### Épisode 14:Titre français inconnu (Final Performance)
- États-Unis : 18 janvier 1965 sur NBC

### Épisode 15:Titre français inconnu (Thanatos Palace Hotel)
- États-Unis : 1er février 1965 sur NBC

### Épisode 16:Titre français inconnu (One of the Family)
- États-Unis : 8 février 1965 sur NBC

### Épisode 17:Titre français inconnu (An Unlocked Window)
- États-Unis : 15 février 1965 sur NBC

### Épisode 18:Titre français inconnu (The Trap)
- États-Unis : 22 février 1965 sur NBC

### Épisode 19:Titre français inconnu (Wally the Beard)
- États-Unis : 1er mars 1965 sur NBC

### Épisode 20:Titre français inconnu (Death Scene)
- États-Unis : 8 mars 1965 sur NBC

### Épisode 21:Titre français inconnu (The Photographer and The Undertaker)
- États-Unis : 15 mars 1965 sur NBC

### Épisode 22:Titre français inconnu (Thou Still Unravished Bride)
- États-Unis : 22 mars 1965 sur NBC

### Épisode 23:Titre français inconnu (Completely Foolproof)
- États-Unis : 29 mars 1965 sur NBC

### Épisode 24:Titre français inconnu (Power of Attorney)
- États-Unis : 5 avril 1965 sur NBC

### Épisode 25:Titre français inconnu (The World's Oldest Motive)
- États-Unis : 12 avril 1965 sur NBC

### Épisode 26:Titre français inconnu (The Monkey's Paw - A Retelling)
- États-Unis : 19 avril 1965 sur NBC

### Épisode 27:Titre français inconnu (The Second Wife)
- États-Unis : 26 avril 1965 sur NBC

### Épisode 28:Titre français inconnu (Night Fever)
- États-Unis : 3 mai 1965 sur NBC

### Épisode 29:Titre français inconnu (Off Season)
- États-Unis : 10 mai 1965 sur NBC